# 나팔새

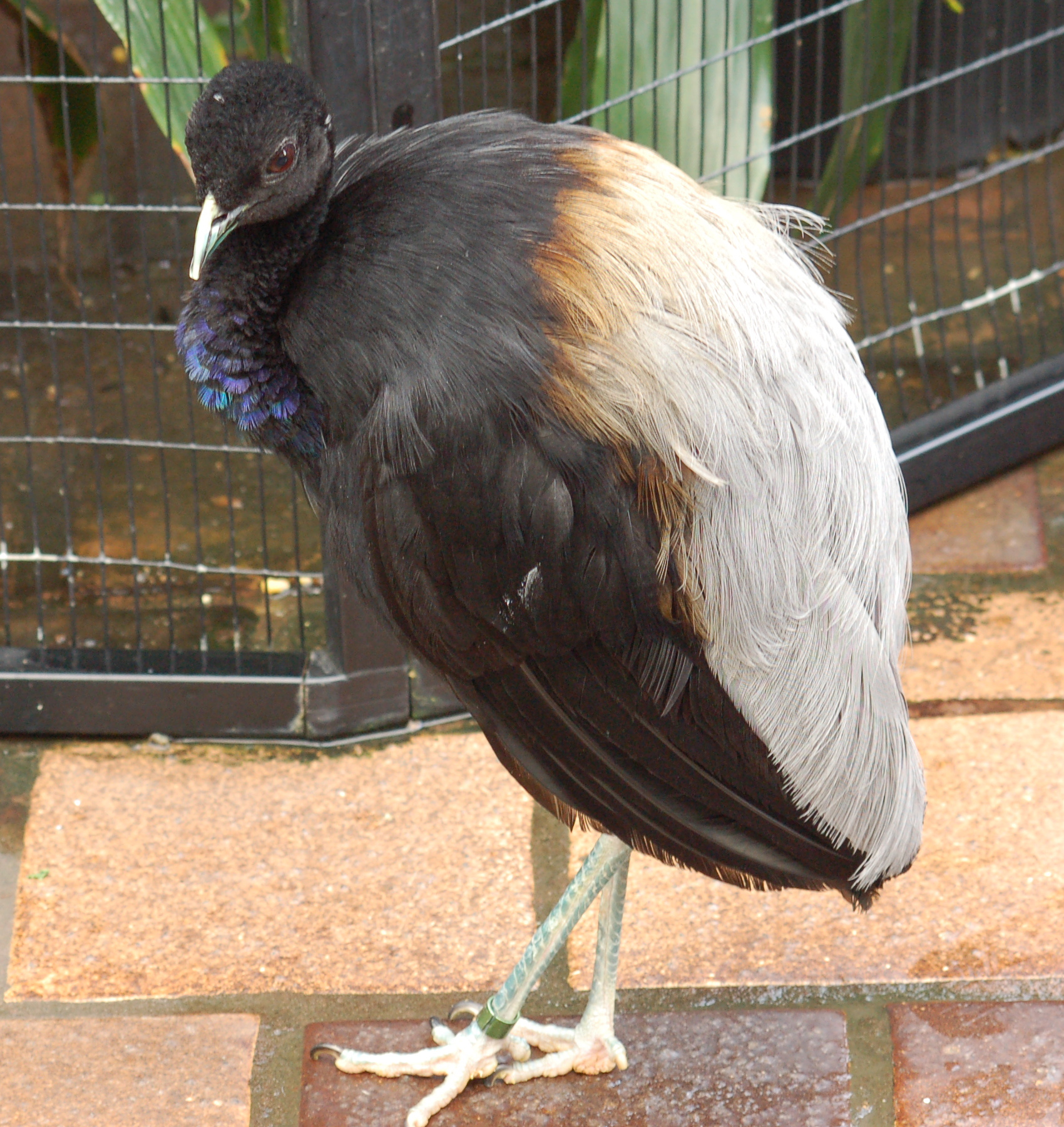

나팔새(Grey-winged trumpeter, Psophia crepitans)는 나팔새류에 속하는 작은 새이다. 남아메리카의 아마존 우림과 기아나 순상지에서 발견된다. 다른 모든 나팔새류종들과 다르게 엉덩이와 등은 회색이다.
네그루강을 경계로 두고 2개의 아종으로 나뉜다.

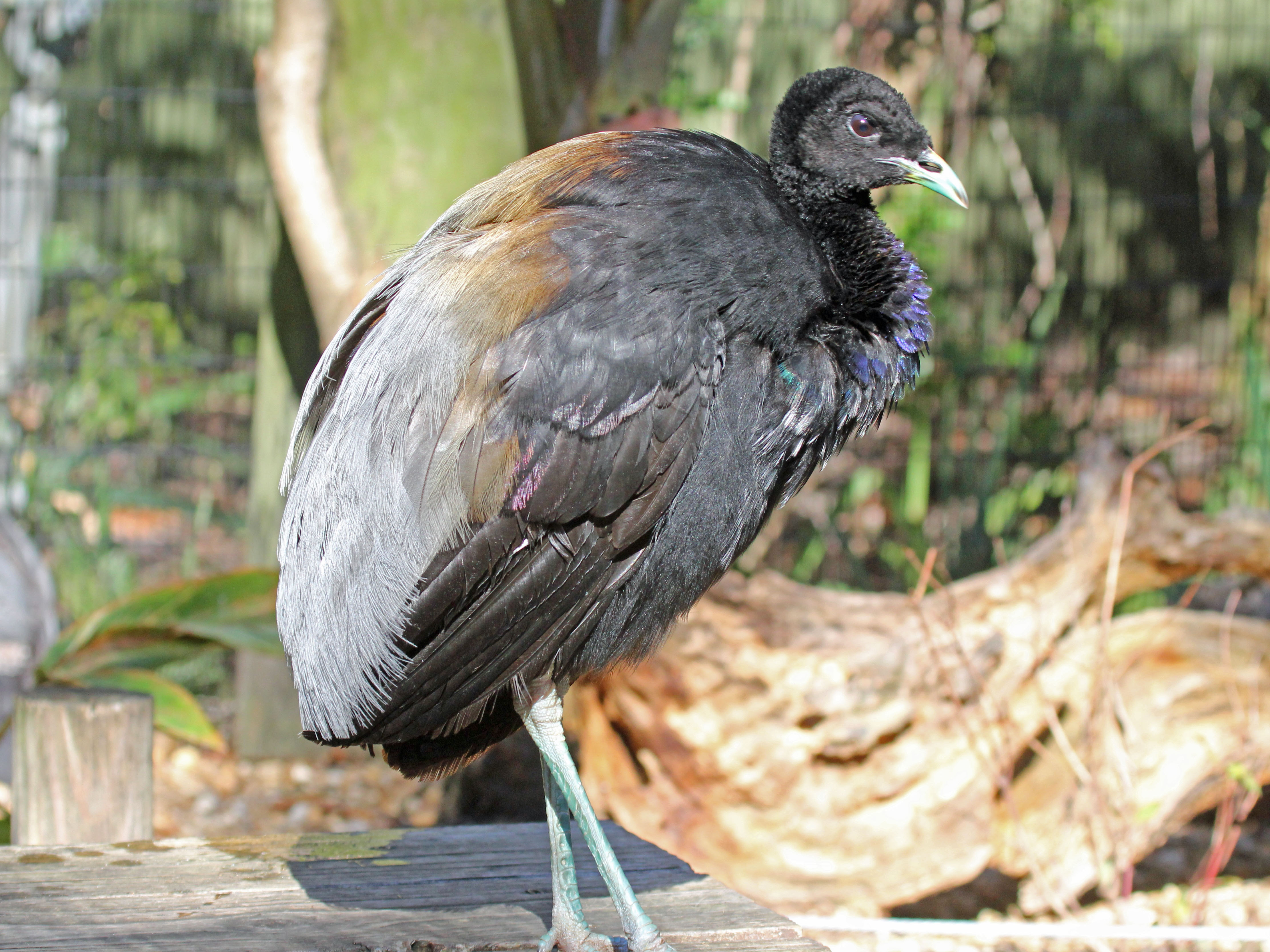
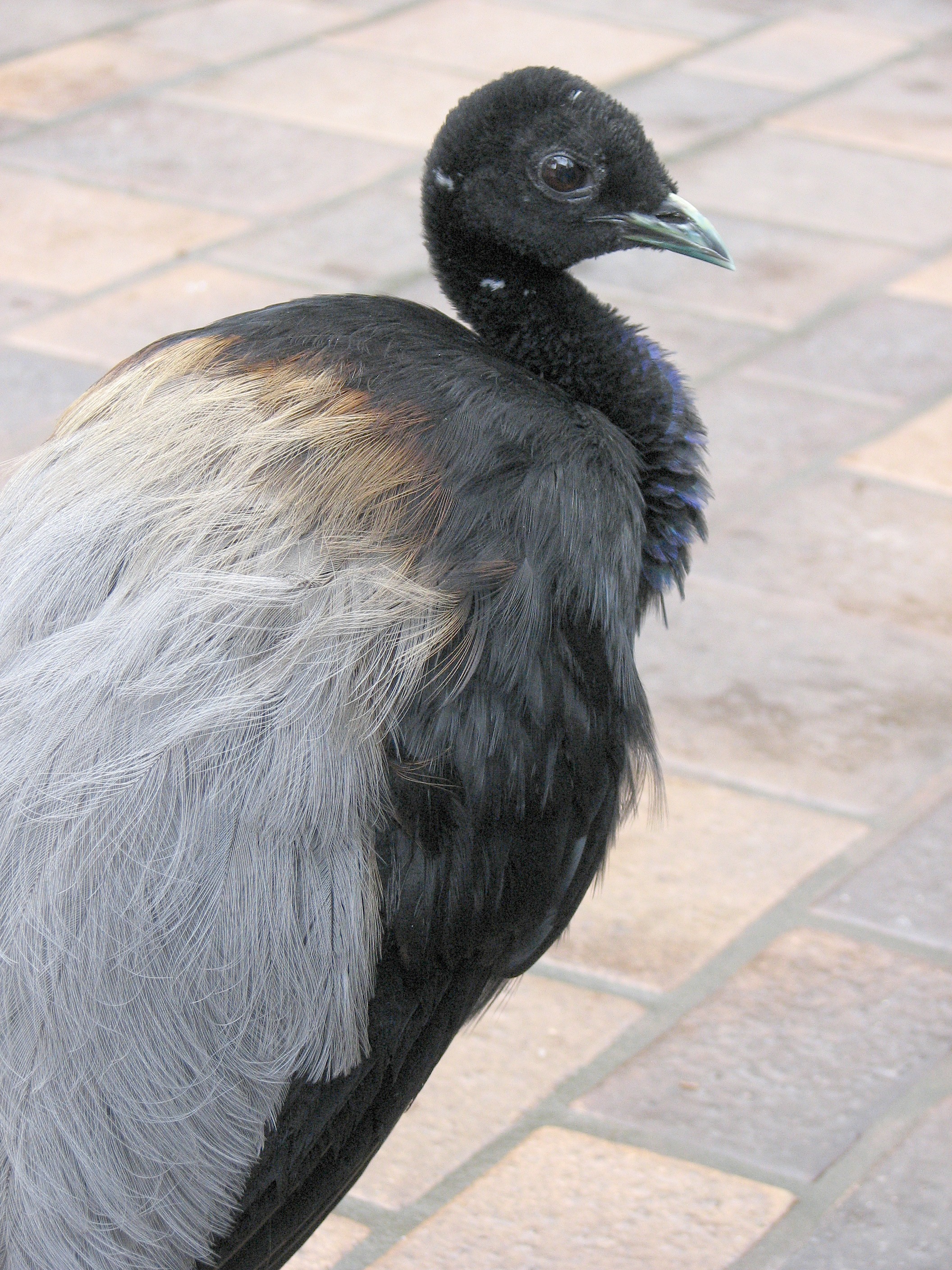
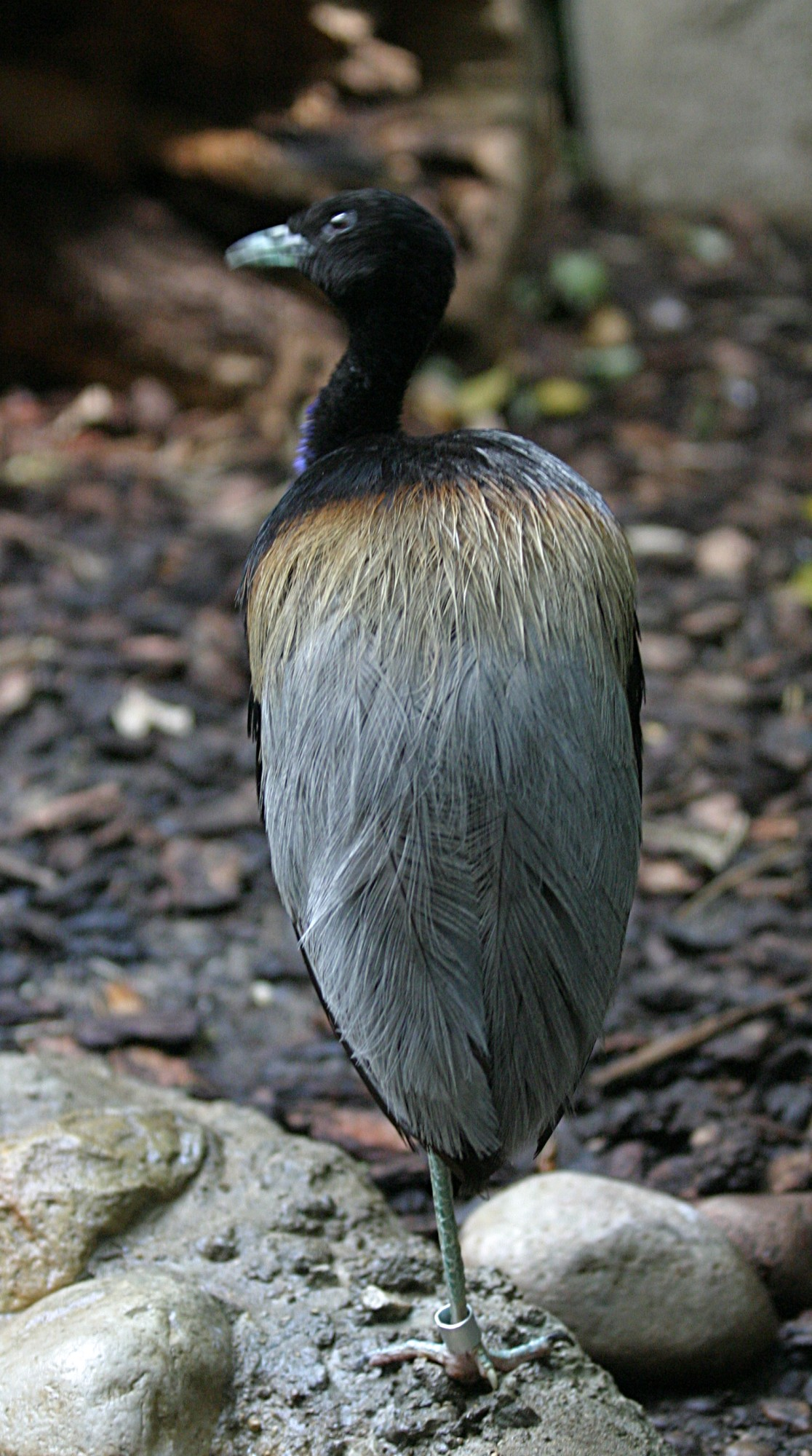
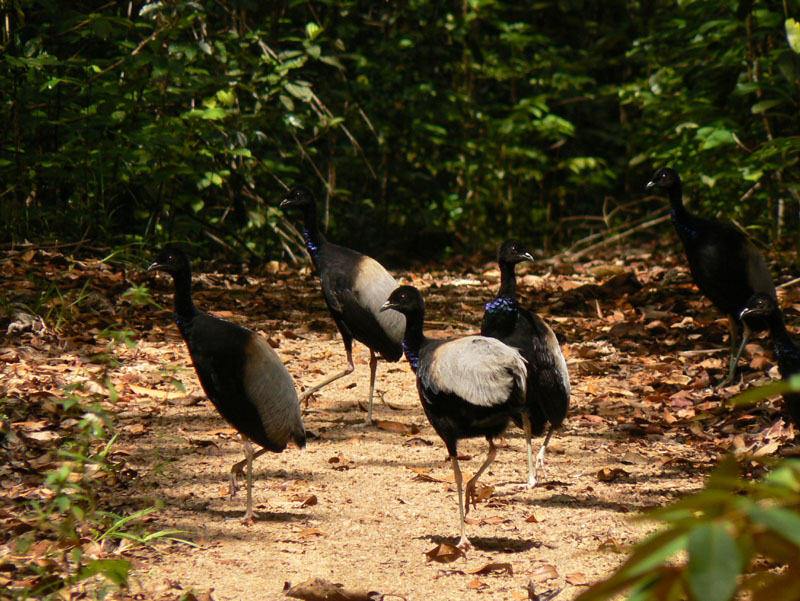